# Campionatul European de Handbal Feminin din 2022 - Echipele
Lista de mai jos cuprinde echipele naționale care au concurat la Campionatul European de Handbal Feminin din 2022, desfășurat în Macedonia de Nord, Muntenegru și Slovenia, între 4–20 noiembrie 2022.
Fiecare echipă finală a fost alcătuită din 20 de jucătoare, din care maxim 16 au putut fi înscrise pe foaia de joc a fiecărui meci. Cel mult șase handbaliste au putut fi înlocuite în perioada turneului. Totuși, în contextul pandemiei de coronaviroză și al riscului potențial ca mai multe sportive din aceeași echipă să se îmbolnăvească, nu a existat o limită a numărului de jucătoare depistate pozitiv care să poată fi înlocuite.
Numărul de selecții și de goluri este cel valabil înainte de începerea competiției, pe 4 noiembrie 2022.

## Grupa A

### Croația
O echipă cu 20 de jucătoare a fost anunțată pe 17 octombrie 2022. Pe 2 noiembrie 2022, echipa a fost redusă la 19 jucătoare.
Antrenor principal:  Nenad Šoštarić
| Nr. | Post           | Nume               | Data nașterii (vârsta) | Înălțime | Selecții | Goluri | Echipă                    |
| --- | -------------- | ------------------ | ---------------------- | -------- | -------- | ------ | ------------------------- |
| 1   | Portar         | Lucija Bešen       | 29 martie 1998         | 1,80 m   | 33       | 1      | RK Podravka Koprivnica    |
| 3   | Extremă stânga | Paula Posavec      | 26 august 1996         | 1,70 m   | 63       | 83     | CS Gloria Bistrița-Năsăud |
| 6   | Pivot          | Sara Šenvald       | 15 martie 1996         | 1,85 m   | 13       | 10     | RK Podravka Koprivnica    |
| 7   | Centru         | Dora Krsnik        | 19 ianuarie 1992       | 1,70 m   | 51       | 97     | CS Dacia Mioveni 2012     |
| 8   | Centru         | Stela Posavec      | 26 august 1996         | 1,74 m   | 52       | 101    | RK Lokomotiva Zagreb      |
| 12  | Portar         | Ivana Kapitanović  | 17 septembrie 1994     | 1,83 m   | 52       | 6      | Rapid București           |
| 14  | Inter stânga   | Larissa Kalaus     | 24 iunie 1996          | 1,73 m   | 35       | 106    | RK Podravka Koprivnica    |
| 15  | Inter dreapta  | Dora Kalaus        | 24 iunie 1996          | 1,72 m   | 35       | 11     | RK Podravka Koprivnica    |
| 17  | Pivot          | Katarina Ježić     | 19 decembrie 1992      | 1,73 m   | 95       | 200    | Kastamonu Belediyesi GSK  |
| 19  | Inter dreapta  | Tena Japundža      | 28 octombrie 1998      | 1,73 m   | 17       | 18     | RK Lokomotiva Zagreb      |
| 23  | Inter dreapta  | Katarina Pavlović  | 30 ianuarie 1995       | 1,80 m   | 9        | 46     | CSM Târgu Jiu             |
| 25  | Extremă stânga | Lara Burić         | 13 august 2003         | 1,70 m   | 8        | 8      | RK Lokomotiva Zagreb      |
| 28  | Extremă stânga | Andrea Šimara      | 13 iulie 1997          | 1,71 m   | 30       | 37     | RK Podravka Koprivnica    |
| 31  | Pivot          | Ana Debelić        | 9 ianuarie 1994        | 1,82 m   | 45       | 74     | Vipers Kristiansand       |
| 38  | Inter stânga   | Tina Barišić       | 30 octombrie 2000      | 1,85 m   | 6        | 12     | RK Podravka Koprivnica    |
| 40  | Inter stânga   | Tena Petika        | 16 iunie 2000          | 1,90 m   | 4        | 15     | RK Lokomotiva Zagreb      |
| 77  | Centru         | Valentina Blažević | 14 februarie 1994      | 1,70 m   | 52       | 119    | Gloria Buzău              |
| 88  | Inter dreapta  | Kristina Prkačin   | 21 octombrie 1997      | 1,83 m   | 19       | 8      | Gloria Buzău              |
| 91  | Portar         | Tea Pijević        | 18 noiembrie 1991      | 1,72 m   | 45       | 1      | Alba Fehérvár KC          |

### Elveția
Echipa a fost anunțată pe 13 octombrie 2022.
Antrenor principal:  Martin Albertsen
| Nr. | Post            | Nume             | Data nașterii (vârsta) | Înălțime | Selecții | Goluri | Echipă               |
| --- | --------------- | ---------------- | ---------------------- | -------- | -------- | ------ | -------------------- |
| 1   | Portar          | Lea Schüpbach    | 10 septembrie 1997     | 1,78 m   | 32       | 0      | HSG Bad Wildungen    |
| 2   | Inter stânga    | Chantal Wick     | 24 februarie 1994      | 1,74 m   | 35       | 26     | Ajax København       |
| 3   | Centru          | Kerstin Kündig   | 2 iulie 1993           | 1,74 m   | 71       | 190    | Viborg HK            |
| 5   | Inter stânga    | Lisa Frey        | 16 februarie 1995      | 1,74 m   | 72       | 135    | Frisch Auf Göppingen |
| 7   | Pivot           | Tabea Schmid     | 14 august 2003         | 1,77 m   | 12       | 23     | LC Brühl Handball    |
| 8   | Extremă dreapta | Mia Emmenegger   | 17 ianuarie 2005       | 1,61 m   | 8        | 33     | Spono Eagles         |
| 10  | Centru          | Daphne Gautschi  | 9 iulie 2000           | 1,71 m   | 31       | 105    | Neckarsulmer SU      |
| 11  | Extremă stânga  | Leah Stutz       | 26 noiembrie 1998      | 1,62 m   | 0        | 0      | LK Zug               |
| 12  | Portar          | Manuela Brütsch  | 14 februarie 1984      | 1,76 m   | 153      | 0      | HSG Bad Wildungen    |
| 13  | Inter dreapta   | Xenia Hodel      | 27 noiembrie 1998      | 1,71 m   | 52       | 190    | Spono Eagles         |
| 14  | Extremă stânga  | Dimitra Hess     | 14 august 2000         | 1,65 m   | 16       | 24     | LC Brühl Handball    |
| 16  | Portar          | Sladana Dokovic  | 22 iulie 1995          | 1,77 m   | 29       | 0      | LC Brühl Handball    |
| 17  | Inter stânga    | Charlotte Kähr   | 27 iunie 2001          | 1,73 m   | 27       | 44     | Buxtehuder SV        |
| 20  | Extremă stânga  | Alessia Riner    | 8 ianuarie 2004        | 1,70 m   | 12       | 17     | LK Zug               |
| 21  | Inter dreapta   | Malin Altherr    | 14 februarie 2003      | 1,73 m   | 20       | 24     | LC Brühl Handball    |
| 22  | Centru          | Nuria Bucher     | 21 martie 2005         | 1,77 m   | 3        | 2      | Spono Eagles         |
| 24  | Pivot           | Stefanie Eugster | 16 august 2001         | 1,78 m   | 21       | 8      | LK Zug               |
| 26  | Extremă dreapta | Sev Albrecht     | 26 aprilie 2005        | 1,62 m   | 0        | 0      | HV Herzogenbuchsee   |

### Norvegia
Echipa a fost anunțată pe 11 octombrie 2022.
Antrenor principal:  Þórir Hergeirsson
| Nr. | Post            | Nume                           | Data nașterii (vârsta) | Înălțime | Selecții | Goluri | Echipă                 |
| --- | --------------- | ------------------------------ | ---------------------- | -------- | -------- | ------ | ---------------------- |
| 2   | Centru          | Henny Reistad                  | 9 februarie 1999       | 1,81 m   | 53       | 187    | Team Esbjerg           |
| 3   | Inter stânga    | Emilie Hegh Arntzen            | 1 ianuarie 1994        | 1,84 m   | 137      | 227    | CSM București          |
| 6   | Inter dreapta   | Kristina Novak                 | 29 august 2000         | 1,76 m   | 5        | 17     | Sola HK                |
| 7   | Inter dreapta   | Stine Skogrand                 | 9 martie 1993          | 1,73 m   | 110      | 196    | Herning-Ikast Håndbold |
| 8   | Pivot           | Ane Høgseth                    | 15 ianuarie 2001       | 1,78 m   | 5        | 4      | Storhamar HE           |
| 9   | Inter dreapta   | Nora Mørk                      | 5 aprilie 1991         | 1,67 m   | 156      | 761    | Team Esbjerg           |
| 10  | Centru          | Stine Bredal Oftedal (căpitan) | 25 septembrie 1991     | 1,68 m   | 226      | 619    | Győri Audi ETO KC      |
| 11  | Extremă dreapta | Malin Aune                     | 4 martie 1995          | 1,65 m   | 85       | 159    | CSM București          |
| 12  | Portar          | Silje Solberg-Østhassel        | 16 iunie 1990          | 1,78 m   | 180      | 6      | Győri Audi ETO KC      |
| 15  | Pivot           | Vilde Ingstad                  | 18 decembrie 1994      | 1,78 m   | 95       | 92     | Team Esbjerg           |
| 16  | Portar          | Katrine Lunde                  | 30 martie 1980         | 1,81 m   | 329      | 3      | Vipers Kristiansand    |
| 25  | Inter stânga    | Kristine Breistøl              | 23 august 1993         | 1,93 m   | 44       | 48     | Team Esbjerg           |
| 26  | Inter stânga    | Ragnhild Valle Dahl            | 2 ianuarie 1998        | 1,83 m   | 0        | 0      | Vipers Kristiansand    |
| 27  | Extremă dreapta | Emilie Hovden                  | 5 aprilie 1996         | 1,63 m   | 8        | 29     | Viborg HK              |
| 29  | Extremă stânga  | Anniken Wollik                 | 5 decembrie 1997       | 1,66 m   | 0        | 0      | Romerike Ravens        |
| 30  | Pivot           | Maren Nyland Aardahl           | 2 martie 1994          | 1,83 m   | 20       | 28     | Odense Håndbold        |
| 31  | Extremă stânga  | Sunniva Næs Andersen           | 12 noiembrie 1996      | 1,73 m   | 6        | 14     | Vipers Kristiansand    |
| 32  | Portar          | Marie Davidsen                 | 20 august 1993         | 1,78 m   | 4        | 0      | CSM București          |
| 33  | Inter stânga    | Thale Rushfeldt Deila          | 15 ianuarie 2000       | 1,78 m   | 5        | 10     | Molde HK               |

### Ungaria
O echipă cu 21 de jucătoare a fost anunțată pe 18 octombrie 2022. Pe 1 noiembrie 2022, echipa a fost redusă la 18 jucătoare.
Antrenor principal:  Vladimir Golovin
| Nr. | Post            | Nume              | Data nașterii (vârsta) | Înălțime | Selecții | Goluri | Echipă                  |
| --- | --------------- | ----------------- | ---------------------- | -------- | -------- | ------ | ----------------------- |
| 2   | Centru          | Eszter Tóth       | 27 octombrie 1992      | 1,79 m   | 13       | 21     | Mosonmagyaróvári KC SE  |
| 4   | Pivot           | Petra Tóvizi      | 15 martie 1999         | 1,78 m   | 46       | 51     | Debreceni VSC           |
| 10  | Extremă stânga  | Dorina Korsós     | 3 septembrie 1995      | 1.68 m   | 3        | 3      | CS Rapid București      |
| 11  | Inter dreapta   | Anna Albek        | 2 decembrie 2001       | 1,89 m   | 8        | 3      | Mosonmagyaróvári KC SE  |
| 12  | Portar          | Melinda Szikora   | 19 noiembrie 1988      | 1,75 m   | 33       | 0      | SG BBM Bietigheim       |
| 15  | Inter stânga    | Kinga Klivinyi    | 31 martie 1992         | 1,75m    | 61       | 133    | Siófok KC               |
| 19  | Extremă stânga  | Gréta Márton      | 3 octombrie 1999       | 1,73 m   | 50       | 118    | FTC-Rail Cargo Hungaria |
| 24  | Extremă dreapta | Alexandra Töpfner | 8 februarie 1996       | 1,70 m   | 0        | 0      | Debreceni VSC           |
| 30  | Portar          | Zsófi Szemerey    | 2 iunie 1994           | 1,83 m   | 6        | 0      | Mosonmagyaróvári KC SE  |
| 32  | Pivot           | Noémi Pásztor     | 2 aprilie 1999         | 1,80m    | 9        | 5      | Mosonmagyaróvári KC SE  |
| 38  | Centru          | Petra Vámos       | 14 septembrie 2000     | 1,75 m   | 39       | 93     | Debreceni VSC           |
| 42  | Inter dreapta   | Katrin Klujber    | 21 aprilie 1999        | 1,70 m   | 50       | 238    | FTC-Rail Cargo Hungaria |
| 44  | Inter stânga    | Gréta Kácsor      | 24 aprilie 2000        | 1,75 m   | 23       | 48     | Debreceni VSC           |
| 58  | Pivot           | Réka Bordás       | 26 august 1997         | 1,84 m   | 25       | 36     | Debreceni VSC           |
| 59  | Centru          | Csenge Kuczora    | 26 ianuarie 2000       | 1,80 m   | 6        | 17     | Váci NKSE               |
| 61  | Portar          | Kinga Janurik     | 6 noiembrie 1991       | 1,76 m   | 48       | 1      | FTC-Rail Cargo Hungaria |
| 66  | Extremă dreapta | Viktória Lukács   | 31 octombrie 1995      | 1,68 m   | 92       | 254    | Győri Audi ETO KC       |
| 92  | Inter stânga    | Dóra Hornyák      | 24 ianuarie 1992       | 1,80 m   | 31       | 54     | Debreceni VSC           |

## Grupa B

### Danemarca
Echipa a fost anunțată pe 6 octombrie 2022. Pe 11 octombrie 2022, Michala Møller a înlocuit-o pe Mia Rej în echipă în urma unei accidentări la genunchi. Pe 4 noiembrie 2022, Andrea Hansen a fost adăugată în echipă.
Antrenor principal:  Jesper Jensen
| Nr. | Post            | Nume               | Data nașterii (vârsta) | Înălțime | Selecții | Goluri | Echipă                 |
| --- | --------------- | ------------------ | ---------------------- | -------- | -------- | ------ | ---------------------- |
| 1   | Portar          | Sandra Toft        | 18 octombrie 1989      | 1,74 m   | 159      | 1      | Győri Audi ETO KC      |
| 5   | Pivot           | Sarah Iversen      | 10 aprilie 1990        | 1,75 m   | 56       | 76     | Herning-Ikast Håndbold |
| 8   | Inter stânga    | Anne Mette Hansen  | 25 august 1994         | 1,82 m   | 132      | 386    | Győri Audi ETO KC      |
| 10  | Pivot           | Kathrine Heindahl  | 26 martie 1992         | 1,82 m   | 108      | 215    | Team Esbjerg           |
| 16  | Portar          | Althea Reinhardt   | 1 septembrie 1996      | 1,80 m   | 82       | 0      | Odense Håndbold        |
| 18  | Inter dreapta   | Mette Tranborg     | 1 ianuarie 1996        | 1,92 m   | 92       | 226    | Team Esbjerg           |
| 21  | Extremă dreapta | Andrea Hansen      | 22 mai 2000            | 1.78 m   | 18       | 17     | København Håndbold     |
| 23  | Inter stânga    | Kristina Jørgensen | 17 ianuarie 1998       | 1,87 m   | 77       | 189    | Metz Handball          |
| 25  | Extremă dreapta | Trine Østergaard   | 17 octombrie 1991      | 1,66 m   | 150      | 274    | SG BBM Bietigheim      |
| 27  | Inter dreapta   | Louise Burgaard    | 17 octombrie 1992      | 1,76 m   | 143      | 288    | Metz Handball          |
| 31  | Centru          | Simone Petersen    | 28 august 1997         | 1,75 m   | 23       | 35     | Herning-Ikast Håndbold |
| 32  | Inter stânga    | Mie Højlund        | 24 octombrie 1997      | 1,80 m   | 68       | 122    | Odense Håndbold        |
| 33  | Extremă stânga  | Emma Friis         | 31 octombrie 1999      | 1,62 m   | 24       | 54     | Herning-Ikast Håndbold |
| 34  | Pivot           | Rikke Iversen      | 18 mai 1993            | 1,78 m   | 45       | 66     | Odense Håndbold        |
| 41  | Extremă stânga  | Elma Halilcevic    | 18 iunie 2000          | 1,68 m   | 5        | 8      | Nykøbing Falster HK    |
| 42  | Inter stânga    | Michala Møller     | 16 februarie 2000      | 1,78 m   | 13       | 9      | Team Esbjerg           |
| 44  | Extremă dreapta | Cecilie Brandt     | 16 noiembrie 2001      | 1,69 m   | 7        | 12     | Herning-Ikast Håndbold |

### Serbia
O echipă cu 21 de jucătoare a fost anunțată pe 20 octombrie 2022. Pe 2 noiembrie 2022, echipa a fost redusă la 18 jucătoare.
Antrenor principal:  Uroš Bregar
| Nr. | Post            | Nume                | Data nașterii (vârsta) | Înălțime | Selecții | Goluri | Echipă                  |
| --- | --------------- | ------------------- | ---------------------- | -------- | -------- | ------ | ----------------------- |
| 2   | Extremă stânga  | Sanja Radosavljević | 15 ianuarie 1994       | 1.71 m   | 85       | 209    | RK Krim                 |
| 4   | Centru          | Teodora Majkić      | 6 octombrie 2000       | 1.84 m   | 5        | 11     | ŽORK Jagodina           |
| 8   | Extremă dreapta | Jovana Bogojević    | 30 august 1994         | 1.69 m   | 10       | 22     | Kristianstad HK         |
| 9   | Inter dreapta   | Jelena Lavko        | 6 iulie 1991           | 1.82 m   | 126      | 309    | HC Dunărea Brăila       |
| 12  | Portar          | Jelena Đurašinović  | 26 martie 1998         | 1.76 m   | 8        | 2      | ŽORK Jagodina           |
| 13  | Extremă stânga  | Nataša Ćetković     | 22 decembrie 2005      | 1.75 m   | 5        | 14     | ŽRK Srem                |
| 14  | Pivot           | Edita Nuković       | 1 august 1997          | 1.80 m   | 5        | 3      | SV Union Halle-Neustadt |
| 15  | Inter dreapta   | Anđela Janjušević   | 18 iunie 1995          | 1.78 m   | 75       | 122    | Siófok KC               |
| 16  | Portar          | Jovana Risović      | 7 octombrie 1993       | 1.71 m   | 79       | 4      | RK Krim                 |
| 17  | Extremă dreapta | Ana Kojić           | 4 octombrie 1997       | 1.63 m   | 18       | 27     | Mosonmagyaróvári KC SE  |
| 24  | Inter stânga    | Jovana Kovačević    | 9 aprilie 1996         | 1.78 m   | 25       | 67     | SCM Râmnicu Vâlcea      |
| 25  | Extremă stânga  | Aleksandra Stamenić | 12 iulie 1998          | 1.75 m   | 8        | 11     | Kisvárdai KC            |
| 29  | Extremă dreapta | Nataša Lovrić       | 2 octombrie 2000       | 1.74 m   | 8        | 15     | ŽRK Zelezničar          |
| 31  | Pivot           | Katarina Bojicić    | 13 martie 1998         | 1.79 m   | 6        | 18     | ŽORK Jagodina           |
| 33  | Inter stânga    | Jovana Stoiljković  | 30 septembrie 1988     | 1.81 m   | 124      | 388    | Chambray                |
| 71  | Centru          | Kristina Liščević   | 20 octombrie 1989      | 1.73 m   | 119      | 292    | HC Dunărea Brăila       |
| 83  | Pivot           | Marija Petrović     | 18 martie 1994         | 1.83 m   | 21       | 32     | Gloria Buzău            |
| 91  | Portar          | Kristina Graovac    | 14 august 1991         | 1.73 m   | 33       | 3      | Kisvárdai KC            |

### Slovenia
O echipă cu 19 jucătoare a fost anunțată pe 24 octombrie 2022.
Antrenor principal:  Dragan Adžić
| Nr. | Post            | Nume                 | Data nașterii (vârsta) | Înălțime | Selecții | Goluri | Echipă                    |
| --- | --------------- | -------------------- | ---------------------- | -------- | -------- | ------ | ------------------------- |
| 1   | Portar          | Branka Zec           | 31 octombrie 1986      | 1.79 m   | 81       | 1      | VfL Waiblingen            |
| 2   | Pivot           | Valentina Klemenčič  | 5 februarie 2002       | 1.85 m   | 18       | 17     | RK Krim                   |
| 4   | Inter stânga    | Erin Novak           | 7 iunie 2002           | 1.76 m   | 7        | 0      | RK Krško                  |
| 6   | Inter dreapta   | Ana Gros             | 21 ianuarie 1991       | 1.86 m   | 133      | 660    | Győri Audi ETO KC         |
| 7   | Centru          | Elizabeth Omoregie   | 29 decembrie 1996      | 1.76 m   | 19       | 39     | CSM București             |
| 8   | Extremă stânga  | Ema Abina            | 18 februarie 1999      | 1.70 m   | 8        | 8      | RK Krim                   |
| 9   | Centru          | Nina Žabjek          | 4 martie 1998          | 1.78 m   | 44       | 25     | RK Krim                   |
| 10  | Inter stânga    | Tjaša Stanko         | 5 noiembrie 1997       | 1.73 m   | 79       | 356    | RK Krim                   |
| 11  | Inter stânga    | Ana Abina            | 30 iulie 1997          | 1.75 m   | 53       | 44     | RK Ajdovščina             |
| 13  | Pivot           | Urša Zelnik          | 17 octombrie 1997      | 1.70 m   | 3        | 1      | RK Ajdovščina             |
| 14  | Extremă stânga  | Tamara Mavsar        | 1 aprilie 1991         | 1.72 m   | 82       | 299    | Siófok KC                 |
| 16  | Portar          | Maja Vojnović        | 26 ianuarie 1998       | 1.80 m   | 49       | 0      | Saint-Amand Handball      |
| 17  | Pivot           | Nataša Ljepoja       | 28 ianuarie 1996       | 1.78 m   | 47       | 60     | RK Krim                   |
| 18  | Centru          | Nina Zulić           | 4 decembrie 1995       | 1.70 m   | 65       | 165    | CS Gloria Bistrița-Năsăud |
| 20  | Extremă dreapta | Alja Varagić         | 11 decembrie 1990      | 1.85 m   | 77       | 164    | RK Krim                   |
| 21  | Portar          | Amra Pandžić         | 20 septembrie 1989     | 1.78 m   | 77       | 2      | CS Minaur Baia Mare       |
| 25  | Inter dreapta   | Barbara Lazović      | 4 ianuarie 1988        | 1.83 m   | 84       | 292    | RK Krim                   |
| 28  | Extremă stânga  | Maja Svetik          | 9 martie 1996          | 1.67 m   | 35       | 51     | RK Krim                   |
| 66  | Extremă dreapta | Tija Gomilar Zickero | 12 mai 2000            | 1.68 m   | 20       | 32     | Neckarsulmer SU           |

### Suedia
O echipă cu 21 de jucătoare a fost anunțată pe 6 octombrie 2022. Pe 31 octombrie 2022, echipa a fost redusă la 18 jucătoare. Pe 7 noiembrie 2022, Clara Petersson Bergsten a înlocuit-o pe Nina Dano în echipă în urma unei accidentări.
Antrenor principal:  Tomas Axnér
| Nr. | Post            | Nume                     | Data nașterii (vârsta) | Înălțime | Selecții | Goluri | Echipă                 |
| --- | --------------- | ------------------------ | ---------------------- | -------- | -------- | ------ | ---------------------- |
| 1   | Portar          | Johanna Bundsen          | 3 iunie 1991           | 1,85 m   | 116      | 2      | IK Sävehof             |
| 3   | Inter dreapta   | Nina Koppang             | 31 mai 2002            | 1,77 m   | 1        | 5      | IK Sävehof             |
| 6   | Centru          | Carin Strömberg          | 10 iulie 1993          | 1,84 m   | 125      | 193    | Neptunes de Nantes     |
| 7   | Pivot           | Linn Blohm               | 20 mai 1992            | 1,80 m   | 136      | 379    | Győri Audi ETO KC      |
| 8   | Inter stânga    | Jamina Roberts           | 28 mai 1990            | 1,76 m   | 201      | 478    | Vipers Kristiansand    |
| 9   | Inter stânga    | Melissa Petrén           | 18 ianuarie 1995       | 1,73 m   | 54       | 104    | Viborg HK              |
| 15  | Inter dreapta   | Sara Johansson           | 2 octombrie 1992       | 1,76 m   | 7        | 20     | Skara HF               |
| 16  | Portar          | Jessica Ryde             | 18 mai 1994            | 1,85 m   | 45       | 0      | Herning-Ikast Håndbold |
| 17  | Inter dreapta   | Nina Dano                | 12 iunie 2000          | 1,72 m   | 32       | 62     | HH Elite               |
| 19  | Pivot           | Anna Lagerquist          | 16 octombrie 1993      | 1,75 m   | 93       | 117    | Neptunes de Nantes     |
| 21  | Portar          | Evelina Eriksson         | 20 august 1996         | 1,84 m   | 9        | 1      | CSM București          |
| 23  | Centru          | Emma Lindqvist           | 17 septembrie 1997     | 1,77 m   | 57       | 115    | Herning-Ikast Håndbold |
| 24  | Extremă dreapta | Nathalie Hagman          | 19 iulie 1991          | 1,67 m   | 189      | 659    | Neptunes de Nantes     |
| 29  | Inter stânga    | Kristin Thorleifsdóttir  | 13 ianuarie 1998       | 1,82 m   | 29       | 40     | HH Elite               |
| 38  | Extremă stânga  | Elin Hansson             | 7 august 1996          | 1,73 m   | 41       | 104    | SCM Râmnicu Vâlcea     |
| 42  | Centru          | Jenny Carlson            | 17 aprilie 1995        | 1,72 m   | 28       | 71     | Brest Bretagne HB      |
| 54  | Inter stânga    | Tyra Axnér               | 18 martie 2002         | 1,76 m   | 3        | 6      | Nykøbing Falster HK    |
| 55  | Extremă dreapta | Clara Petersson Bergsten | 28 mai 2002            | 1.62 m   | 2        | 2      | Skuru IK               |
| 66  | Pivot           | Clara Monti Danielsson   | 30 ianuarie 1992       | 1,76 m   | 10       | 3      | Chambray Touraine HB   |

## Grupa C

### Franța
O echipă cu 20 de jucătoare a fost anunțată pe 11 octombrie 2022. Pe 24 octombrie 2022, Camille Depuiset a înlocuit-o pe Laura Glauser în echipă în urma unei accidentări.
Antrenor principal:  Olivier Krumbholz
| Nr. | Post            | Nume                  | Data nașterii (vârsta)        | Înălțime | Selecții | Goluri | Echipă                  |
| --- | --------------- | --------------------- | ----------------------------- | -------- | -------- | ------ | ----------------------- |
| 3   | Extremă dreapta | Alicia Toublanc       | 3 mai 1996                    | 1,70 m   | 16       | 40     | Brest Bretagne Handball |
| 4   | Extremă dreapta | Pauline Coatanea      | 6 iulie 1993                  | 1,65 m   | 62       | 102    | Brest Bretagne Handball |
| 6   | Extremă stânga  | Chloé Valentini       | 19 aprilie 1995               | 1,65 m   | 54       | 107    | Metz Handball           |
| 8   | Extremă stânga  | Coralie Lassource     | 1 septembrie 1992             | 1,70 m   | 55       | 90     | Brest Bretagne Handball |
| 10  | Centru          | Grâce Zaadi           | 7 iulie 1993                  | 1,71 m   | 155      | 298    | CSM București           |
| 12  | Portar          | Floriane André        | 30 mai 2000                   | 1,84 m   | 1        | 1      | Neptunes de Nantes      |
| 16  | Portar          | Cléopatre Darleux     | 1 iulie 1989                  | 1,75 m   | 190      | 5      | Brest Bretagne Handball |
| 17  | Inter stânga    | Audrey Dembele        | 10 martie 2001                | 1,83 m   | 0        | 0      | ESBF Besançon           |
| 19  | Inter dreapta   | Océane Sercien-Ugolin | 15 decembrie 1997             | 1,75 m   | 46       | 80     | Vipers Kristiansand     |
| 20  | Inter dreapta   | Laura Flippes         | 13 decembrie 1994             | 1,71 m   | 100      | 191    | Paris 92                |
| 21  | Inter stânga    | Orlane Kanor          | 16 iunie 1997                 | 1,79 m   | 60       | 98     | CS Rapid București      |
| 22  | Inter stânga    | Tamara Horacek        | 5 noiembrie 1995              | 1,78 m   | 50       | 52     | Metz Handball           |
| 23  | Inter stânga    | Déborah Lassource     | 29 septembrie 1999            | 1,72 m   | 4        | 4      | Paris 92                |
| 24  | Pivot           | Béatrice Edwige       | 3 octombrie 1988              | 1,82 m   | 141      | 105    | FTC-Rail Cargo Hungaria |
| 26  | Pivot           | Pauletta Foppa        | 22 decembrie 2000             | 1,77 m   | 56       | 133    | Brest Bretagne Handball |
| 27  | Inter stânga    | Estelle Nze Minko     | 11 august 1991                | 1,78 m   | 153      | 348    | Győri Audi ETO KC       |
| 29  | Pivot           | Oriane Ondono         | 14 aprilie 1996               | 1,80 m   | 4        | 8      | Neptunes de Nantes      |
| 30  | Portar          | Camille Depuiset      | 19 octombrie 1998 (26 de ani) | 1.78 m   | 0        | 0      | Metz Handball           |
| 31  | Extremă dreapta | Lucie Granier         | 11 mai 1999                   | 1,67 m   | 14       | 25     | ESBF Besançon           |
| 34  | Centru          | Léna Grandveau        | 21 ianuarie 2003              | 1,71 m   | 0        | 0      | Neptunes de Nantes      |

### Macedonia de Nord
O echipă cu 19 de jucătoare a fost anunțată pe 18 octombrie 2022.
Antrenor principal: Ljubomir Savevski
| Nr. | Post            | Nume                  | Data nașterii (vârsta) | Înălțime | Selecții | Goluri | Echipă                   |
| --- | --------------- | --------------------- | ---------------------- | -------- | -------- | ------ | ------------------------ |
| 1   | Portar          | Matea Ciurlinovska    | 6 decembrie 2005       | 1.73 m   |          |        | ŽRK Despina              |
| 2   | Extremă stânga  | Anastasija Nikolovska | 12 august 1998         | 1.67 m   |          |        | ŽRK Vardar               |
| 5   | Pivot           | Aleksandra Kolovska   | 23 februarie 2004      | 1.73 m   |          |        | ŽRK Metalurg             |
| 10  | Centru          | Monika Janeska        | 17 mai 1993            | 1.73 m   |          |        | Konyaaltı Belediye Spor  |
| 11  | Inter dreapta   | Marija Guguljanova    | 11 noiembrie 1999      | 1.73 m   |          |        | ŽRK Metalurg             |
| 14  | Pivot           | Ivana Djatevska       | 13 aprilie 2003        | 1.79 m   |          |        | ŽRK Vardar               |
| 16  | Portar          | Marija Jovanovska     | 30 august 2004         | 1.80 m   |          |        | ŽRK Kumanovo             |
| 23  | Inter stânga    | Angela Jankulovska    | 27 iulie 2002          | 1.76 m   |          |        | ŽRK Vardar               |
| 26  | Portar          | Jovana Micevska       | 26 iulie 2000          | 1.76 m   |          |        | OGC Nice                 |
| 31  | Inter stânga    | Iva Božinovska        | 21 ianuarie 1999       | 1.73 m   |          |        | ŽRK Metalurg             |
| 30  | Inter dreapta   | Jovana Kiprijanovska  | 30 decembrie 2001      | 1.84 m   |          |        | Sambre-Avesnois Handball |
| 32  | Centru          | Ivana Arsenievska     | 8 decembrie 2003       | 1.75 m   |          |        | ŽRK Metalurg             |
| 33  | Extremă dreapta | Sara Ristovska        | 9 septembrie 1996      | 1.69 m   |          |        | PGK ȚSKA Moscova         |
| 43  | Extremă stânga  | Emilijana Rizoska     | 21 mai 2005            | 1.62 m   |          |        | ŽRK Gjorče Petrov        |
| 58  | Inter stânga    | Simona Stojkovska     | 2 noiembrie 1993       | 1.81 m   |          |        | BSV Sachsen Zwickau      |
| 71  | Extremă stânga  | Jovana Sazdovska      | 27 iunie 1993          | 1.77 m   |          |        | HC Dunărea Brăila        |
| 74  | Pivot           | Sanja Dabevska        | 4 martie 1996          | 1.85 m   |          |        | RK Lokomotiva Zagreb     |
| 88  | Inter stânga    | Leonida Gicevska      | 20 iunie 1998          | 1.78 m   |          |        | RK Lokomotiva Zagreb     |
| 91  | Inter dreapta   | Iva Mladenovska       | 14 ianuarie 2007       | 1.80 m   |          |        | ŽRK Metalurg             |

### România
O echipă cu 18 jucătoare a fost anunțată pe 19 octombrie 2022. Pe 22 octombrie, Ana Maria Tănasie a înlocuit-o pe Nicoleta Dincă în echipă în urma unei accidentări.
Antrenor principal:  Florentin Pera
| Nr. | Post            | Nume                 | Data nașterii (vârsta) | Înălțime | Selecții | Goluri | Echipă                    |
| --- | --------------- | -------------------- | ---------------------- | -------- | -------- | ------ | ------------------------- |
| 4   | Centru          | Laura Pristăvița     | 20 iulie 1989          | 1,76 m   | 28       | 17     | CS Gloria Bistrița-Năsăud |
| 7   | Centru          | Eliza Buceschi       | 1 august 1993          | 1,77 m   | 86       | 207    | CS Rapid București        |
| 8   | Inter stânga    | Cristina Neagu       | 26 august 1988         | 1,80 m   | 205      | 894    | CSM București             |
| 9   | Extremă stânga  | Ana Maria Tănasie    | 6 aprilie 1995         | 1,73 m   | 15       | 14     | CS Minaur Baia Mare       |
| 12  | Portar          | Diana Ciucă          | 1 iunie 2000           | 1,80 m   | 22       | 0      | CS Rapid București        |
| 14  | Inter stânga    | Bianca Bazaliu       | 30 iulie 1997          | 1,81 m   | 12       | 21     | CS Gloria Bistrița-Năsăud |
| 20  | Portar          | Iulia Dumanska       | 15 august 1996         | 1,78 m   | 63       | 0      | CS Gloria Bistrița-Năsăud |
| 21  | Extremă stânga  | Alexandra Dindiligan | 16 februarie 1997      | 1,69 m   | 14       | 23     | CSM București             |
| 22  | Extremă dreapta | Alexandra Badea      | 22 mai 1998            | 1,75 m   | 9        | 11     | CS Rapid București        |
| 23  | Pivot           | Andreea Țîrle        | 2 aprilie 2002         | 1,77 m   | 0        | 0      | CS Minaur Baia Mare       |
| 27  | Pivot           | Lorena Ostase        | 25 iulie 1997          | 1,79 m   | 28       | 31     | CS Rapid București        |
| 28  | Inter stânga    | Diana Lixăndroiu     | 14 august 2005         | 1,84 m   | 0        | 0      | CSM Slatina               |
| 30  | Extremă dreapta | Sonia Seraficeanu    | 25 iulie 1997          | 1,74 m   | 18       | 21     | CS Gloria Bistrița-Năsăud |
| 32  | Extremă dreapta | Mihaela Mihai        | 15 decembrie 2004      | 1,78 m   | 0        | 0      | CSM București             |
| 77  | Pivot           | Crina Pintea         | 3 aprilie 1990         | 1,92 m   | 103      | 172    | CSM București             |
| 89  | Extremă stânga  | Corina Lupei         | 12 iulie 2002          | 1,75 m   | 0        | 0      | SCM Râmnicu Vâlcea        |
| 98  | Portar          | Daciana Hosu         | 16 ianuarie 1998       | 1,82 m   | 17       | 0      | SCM Râmnicu Vâlcea        |
| 99  | Inter stânga    | Sorina Grozav        | 27 mai 1999            | 1,75 m   | 7        | 19     | CS Rapid București        |

### Țările de Jos
Echipa a fost anunțată pe 17 octombrie 2022.
Antrenor principal: Per Johansson
| Nr. | Post            | Nume                  | Data nașterii (vârsta) | Înălțime | Selecții | Goluri | Echipă                        |
| --- | --------------- | --------------------- | ---------------------- | -------- | -------- | ------ | ----------------------------- |
| 6   | Inter dreapta   | Laura van der Heijden | 27 iunie 1990          | 1.72 m   | 248      | 742    | Chambray Touraine Handball    |
| 7   | Extremă dreapta | Debbie Bont           | 9 decembrie 1990       | 1.75 m   | 203      | 404    | Metz Handball                 |
| 11  | Pivot           | Pipy Wolfs            | 26 aprilie 2002        | 1.72 m   | 0        | 0      | CB Elche                      |
| 12  | Extremă stânga  | Bo van Wetering       | 5 octombrie 1999       | 1.72 m   | 52       | 170    | Odense Håndbold               |
| 18  | Inter stânga    | Kelly Dulfer          | 21 martie 1994         | 1.85 m   | 149      | 218    | SG BBM Bietigheim             |
| 19  | Pivot           | Merel Freriks         | 6 ianuarie 1998        | 1.75 m   | 62       | 80     | Brest Bretagne Handball       |
| 20  | Centru          | Inger Smits           | 17 septembrie 1994     | 1.79 m   | 63       | 100    | SG BBM Bietigheim             |
| 22  | Extremă stânga  | Zoë Sprengers         | 19 ianuarie 2000       | 1.67 m   | 19       | 34     | Bayer Leverkusen              |
| 26  | Extremă dreapta | Angela Malestein      | 31 ianuarie 1993       | 1.70 m   | 175      | 433    | FTC-Rail Cargo Hungaria       |
| 28  | Pivot           | Nikita van der Vliet  | 14 martie 2000         | 1.73 m   | 14       | 15     | Nykøbing Falster Håndboldklub |
| 29  | Inter stânga    | Kim Molenaar          | 28 februarie 2002      | 1.78 m   | 2        | 2      | København Håndbold            |
| 30  | Portar          | Rinka Duijndam        | 8 iunie 1997           | 1.78 m   | 50       | 0      | Sola HK                       |
| 31  | Extremă dreapta | Kelly Vollebregt      | 1 ianuarie 1995        | 1.65 m   | 22       | 43     | Odense Håndbold               |
| 38  | Portar          | Yara ten Holte        | 23 noiembrie 1999      | 1.75 m   | 16       | 0      | Borussia Dortmund             |
| 42  | Inter stânga    | Harma van Kreij       | 11 noiembrie 1993      | 1.75 m   | 11       | 11     | Borussia Dortmund             |
| 44  | Centru          | Maxime Struijs        | 24 martie 1994         | 1.74 m   | 8        | 6      | HSG Bad Wildungen             |
| 48  | Inter dreapta   | Dione Housheer        | 26 septembrie 1999     | 1.80 m   | 57       | 153    | Odense Håndbold               |
| 79  | Inter stânga    | Estavana Polman       | 5 august 1992          | 1.73 m   | 156      | 563    | Nykøbing Falster Håndboldklub |

## Grupa D

### Germania
Echipa a fost anunțată pe 13 octombrie 2022. Pe 1 noiembrie 2022, Alexia Hauf a înlocuit-o pe Antje Döll în echipă în urma unei accidentări.
Antrenor principal:  Markus Gaugisch
| Nr. | Post            | Nume                  | Data nașterii (vârsta) | Înălțime | Selecții | Goluri | Echipă                  |
| --- | --------------- | --------------------- | ---------------------- | -------- | -------- | ------ | ----------------------- |
| 4   | Centru          | Alina Grijseels       | 12 aprilie 1996        | 1,74 m   | 56       | 134    | Borussia Dortmund       |
| 7   | Pivot           | Meike Schmelzer       | 19 iulie 1993          | 1,80 m   | 76       | 106    | HC Dunărea Brăila       |
| 9   | Pivot           | Lisa Antl             | 21 iunie 2000          | 1,72 m   | 16       | 9      | Borussia Dortmund       |
| 11  | Inter stânga    | Xenia Smits           | 22 aprilie 1994        | 1,82 m   | 86       | 193    | SG BBM Bietigheim       |
| 16  | Portar          | Isabell Roch          | 26 iulie 1990          | 1,74 m   | 38       | 0      | SCM Râmnicu Vâlcea      |
| 13  | Centru          | Silje Brøns Petersen  | 5 decembrie 1994       | 1,73 m   | 15       | 15     | København Håndbold      |
| 18  | Centru          | Mia Zschocke          | 28 mai 1998            | 1,78 m   | 46       | 31     | Storhamar HE            |
| 19  | Extremă dreapta | Maike Schirmer        | 25 mai 1990            | 1,65 m   | 20       | 31     | VfL Oldenburg           |
| 20  | Inter stânga    | Emily Bölk            | 26 aprilie 1998        | 1,82 m   | 79       | 234    | FTC-Rail Cargo Hungaria |
| 22  | Inter dreapta   | Maren Weigel          | 22 mai 1994            | 1,77 m   | 38       | 42     | TuS Metzingen           |
| 24  | Portar          | Sarah Wachter         | 16 decembrie 1999      | 1,83 m   | 3        | 0      | Neckarsulmer SU         |
| 27  | Inter dreapta   | Julia Maidhof         | 13 martie 1998         | 1,76 m   | 31       | 102    | SG BBM Bietigheim       |
| 30  | Extremă dreapta | Jenny Behrend         | 20 ianuarie 1996       | 1,72 m   | 26       | 33     | SG BBM Bietigheim       |
| 31  | Extremă stânga  | Alexia Hauf           | 18 iulie 1998          | 1.62 m   | 1        | 3      | HSG Blomberg-Lippe      |
| 33  | Pivot           | Luisa Schulze         | 14 septembrie 1990     | 1,90 m   | 124      | 158    | Neckarsulmer SU         |
| 42  | Portar          | Katharina Filter      | 4 februarie 1999       | 1,81 m   | 19       | 1      | København Håndbold      |
| 95  | Extremă stânga  | Johanna Stockschläder | 11 februarie 1995      | 1,71 m   | 20       | 55     | Thüringer HC            |

### Muntenegru
Echipa a fost anunțată pe 24 octombrie 2022.
Antrenor principal: Bojana Popović
| Nr. | Post            | Nume              | Data nașterii (vârsta) | Înălțime | Selecții | Goluri | Echipă                  |
| --- | --------------- | ----------------- | ---------------------- | -------- | -------- | ------ | ----------------------- |
| 1   | Portar          | Marina Rajčić     | 24 august 1993         | 1.78 m   |          |        | Kastamonu Bld. GSK      |
| 4   | Extremă dreapta | Jovanka Radičević | 23 octombrie 1986      | 1.69 m   |          |        | RK Krim                 |
| 7   | Extremă stânga  | Nađa Kadović      | 28 august 2003         | 1.80 m   |          |        | ŽRK Budućnost Podgorica |
| 9   | Inter stânga    | Đurđina Jauković  | 24 februarie 1997      | 1.85 m   |          |        | Brest Bretagne Handball |
| 10  | Centru          | Matea Pletikosić  | 24 aprilie 1998        | 1.68 m   |          |        | ŽRK Budućnost Podgorica |
| 11  | Pivot           | Ivana Godeč       | 11 mai 2001            | 1.77 m   |          |        | ŽRK Budućnost Podgorica |
| 16  | Portar          | Ljubica Nenezić   | 15 ianuarie 1997       | 1.79 m   |          |        | Gloria Buzău            |
| 21  | Extremă stânga  | Nina Bulatović    | 9 decembrie 1996       | 1.71 m   |          |        | ŽRK Budućnost Podgorica |
| 22  | Inter stânga    | Andrijana Popović | 20 aprilie 2002        | 1.80 m   |          |        | ŽRK Budućnost Podgorica |
| 25  | Inter dreapta   | Đurđina Malović   | 5 mai 1996             | 1.82 m   |          |        | Toulon                  |
| 26  | Centru          | Nataša Ćorović    | 7 mai 1999             | 1.70 m   |          |        | ŽRK Budućnost Podgorica |
| 34  | Pivot           | Tatjana Brnović   | 9 noiembrie 1998       | 1.84 m   |          |        | Brest Bretagne Handball |
| 43  | Portar          | Marta Batinović   | 20 aprilie 1990        | 1.84 m   |          |        | Gloria Buzău            |
| 66  | Pivot           | Ema Ramusović     | 28 noiembrie 1996      | 1.87 m   |          |        | CSM București           |
| 90  | Centru          | Milena Raičević   | 12 martie 1990         | 1.78 m   |          |        | ŽRK Budućnost Podgorica |
| 91  | Extremă stânga  | Ivona Pavićević   | 21 aprilie 1996        | 1.67 m   |          |        | ŽRK Budućnost Podgorica |
| 95  | Centru          | Ilda Kepić        | 17 ianuarie 1995       | 1.82 m   |          |        | ŽRK Budućnost Podgorica |
| 96  | Centru          | Itana Grbić       | 1 septembrie 1996      | 1.69 m   |          |        | Brest Bretagne Handball |

### Polonia
Echipa a fost anunțată pe 11 octombrie 2022.
Antrenor principal:  Arne Senstad
| Nr. | Post            | Nume                 | Data nașterii (vârsta) | Înălțime | Selecții | Goluri | Echipă                  |
| --- | --------------- | -------------------- | ---------------------- | -------- | -------- | ------ | ----------------------- |
| 4   | Pivot           | Aleksandra Olek      | 31 octombrie 2000      | 1,79 m   | 0        | 0      | KPR Kobierzyce          |
| 6   | Centru          | Emilia Galińska      | 26 decembrie 1992      | 1,75 m   | 18       | 8      | MKS Zagłębie Lubin      |
| 7   | Extremă dreapta | Aneta Łabuda         | 7 ianuarie 1995        | 1,60 m   | 54       | 111    | MKS Zagłębie Lubin      |
| 8   | Inter dreapta   | Monika Kobylińska    | 9 aprilie 1995         | 1,77 m   | 83       | 255    | Brest Bretagne Handball |
| 9   | Extremă dreapta | Magda Balsam         | 20 iunie 1996          | 1,72 m   | 21       | 44     | TuS Metzingen           |
| 11  | Extremă stânga  | Mariola Wiertelak    | 8 octombrie 1991       | 1,62 m   | 5        | 15     | KPR Kobierzyce          |
| 13  | Pivot           | Sylwia Matuszczyk    | 11 iunie 1992          | 1,72 m   | 35       | 62     | Eurobud JKS Jarosław    |
| 16  | Portar          | Adrianna Płaczek     | 10 decembrie 1993      | 1,74 m   | 72       | 0      | Neptunes de Nantes      |
| 18  | Centru          | Aleksandra Tomczyk   | 19 octombrie 1994      | 1,71 m   | 0        | 0      | KPR Kobierzyce          |
| 21  | Portar          | Barbara Zima         | 14 ianuarie 2000       | 1,89 m   | 15       | 1      | KPR Kobierzyce          |
| 22  | Inter stânga    | Aleksandra Rosiak    | 7 iulie 1997           | 1,82 m   | 43       | 85     | RK Krim                 |
| 39  | Inter dreapta   | Natalia Nosek        | 20 aprilie 1998        | 1,79 m   | 37       | 72     | ESBF Besançon           |
| 40  | Extremă stânga  | Daria Michalak       | 12 decembrie 1995      | 1,71 m   | 27       | 43     | MKS Zagłębie Lubin      |
| 49  | Inter stânga    | Karolina Kochaniak   | 5 iulie 1995           | 1,75 m   | 19       | 24     | MKS Zagłębie Lubin      |
| 66  | Pivot           | Joanna Andruszak     | 2 aprilie 1994         | 1,85 m   | 55       | 72     | MKS Lublin              |
| 89  | Centru          | Kinga Achruk         | 9 septembrie 1989      | 1,81 m   | 204      | 558    | MKS Lublin              |
| 96  | Extremă stânga  | Dagmara Nocuń        | 2 ianuarie 1996        | 1,60 m   | 33       | 50     | TuS Metzingen           |
| 99  | Portar          | Monika Maliczkiewicz | 15 aprilie 1988        | 1,80 m   | 33       | 1      | MKS Zagłębie Lubin      |

### Spania
Echipa a fost anunțată pe 17 octombrie 2022. Pe 8 noiembrie 2022, Nicole Wiggins a înlocuit-o pe Silvia Navarro în echipă iar Mercedes Castellanos a fost retrasă din echipă în urma unor accidentări. Pe 10 noiembrie 2022, Silvia Arderius a înlocuit-o pe Alicia Fernández în echipă în urma unei accidentări.
Antrenor principal:  José Ignacio Prades
| Nr. | Post            | Nume                 | Data nașterii (vârsta) | Înălțime | Selecții | Goluri | Echipă                      |
| --- | --------------- | -------------------- | ---------------------- | -------- | -------- | ------ | --------------------------- |
| 6   | Inter stânga    | Carmen Campos        | 10 iulie 1995          | 1,71 m   | 39       | 102    | Jeanne d'Arc Dijon Handball |
| 7   | Centru          | Esther Arrojeria     | 1 ianuarie 1997        | 1,64 m   | 5        | 0      | BM Bera Bera                |
| 8   | Centru          | Silvia Arderius      | 11 iulie 1990          | 1,68 m   | 72       | 71     | CBF Málaga Costa del Sol    |
| 12  | Portar          | Silvia Navarro       | 20 martie 1979         | 1,69 m   | 245      | 12     | BM Remudas                  |
| 16  | Portar          | Mercedes Castellanos | 21 iulie 1988          | 1,84 m   | 69       | 2      | CBF Málaga Costa del Sol    |
| 17  | Extremă stânga  | Jennifer Gutiérrez   | 20 februarie 1995      | 1,69 m   | 78       | 173    | CS Rapid București          |
| 18  | Extremă dreapta | Maitane Etxeberria   | 15 ianuarie 1997       | 1,69 m   | 56       | 102    | BM Bera Bera                |
| 23  | Pivot           | Alba Spugnini        | 30 iunie 2000          | 1,81 m   | 5        | 8      | BM Remudas                  |
| 27  | Inter stânga    | Lara González Ortega | 22 februarie 1992      | 1,85 m   | 147      | 166    | Paris 92                    |
| 30  | Extremă stânga  | Soledad López        | 4 aprilie 1992         | 1,62 m   | 66       | 139    | CBF Málaga Costa del Sol    |
| 33  | Pivot           | Kaba Gassama         | 16 august 1997         | 1,84 m   | 37       | 44     | SG BBM Bietigheim           |
| 34  | Centru          | Alicia Fernández     | 21 decembrie 1992      | 1,73 m   | 74       | 168    | CS Rapid București          |
| 39  | Inter dreapta   | Almudena Rodríguez   | 9 noiembrie 1993       | 1,75 m   | 94       | 177    | BM Remudas                  |
| 41  | Portar          | Nicole Wiggins       | 9 august 2000          | 1,78 m   | 9        | 0      | CB Granollers               |
| 45  | Portar          | Maddi Aalla          | 1 ianuarie 1997        | 1,73 m   | 5        | 0      | BM Bera Bera                |
| 51  | Inter dreapta   | Irene Espínola       | 19 decembrie 1992      | 1,83 m   | 15       | 7      | CS Rapid București          |
| 57  | Extremă dreapta | Paula Valdivia       | 23 decembrie 1995      | 1,65 m   | 35       | 51     | BM La Calzada               |
| 61  | Pivot           | Lysa Tchaptchet      | 20 decembrie 2001      | 1,83 m   | 16       | 11     | Vipers Kristiansand         |
| 62  | Inter dreapta   | Paula Arcos          | 21 decembrie 2001      | 1,68 m   | 25       | 45     | CB Atlético Guardés         |
| 86  | Inter stânga    | Alexandrina Cabral   | 5 mai 1986             | 1,75 m   | 143      | 657    | BM Morvedre                 |